# Domenico La Cavera
Domenico La Cavera (Palermo, 29 novembre 1915 – Palermo, 22 febbraio 2011) è stato un imprenditore italiano.

## Biografia
Ingegnere, nel dopoguerra fu consigliere comunale del PLI a Palermo. In quegli anni creò lo stabilimento di filatura "Cotonificio siciliano".  È stato (dal 1950 al 1959) il primo presidente della prima federazione degli industriali regionale di Confindustria, che lui volle chiamare Sicindustria
È stato uno dei promotori insieme a Vito Guarrasi e Graziano Verzotto della Sofis (ente pubblico siciliano nato nel 1957) di cui fu nominato direttore, e fautore del Milazzismo. Il suo nome compare nelle relazioni compiute dalla Commissione parlamentare antimafia negli anni settanta.
Convinse gli americani della Willys a iniziare a produrre il loro celebre fuoristrada Jeep a Carini, suscitando l'attenzione di Vittorio Valletta, amministratore delegato della Fiat, e approfittando anche della sua personale amicizia con Giovanni Agnelli, La Cavera fu uno dei protagonisti della nascita dello stabilimento Fiat di Termini Imerese, per la produzione di auto.
Nel 1973 fu tra i protagonisti della cronaca rosa per aver sposato l'attrice Eleonora Rossi Drago, dopo averla salvata da un tentato suicidio.
Fu amministratore delegato della SIRAP, (società controllata dall'ESPI), coinvolta nell'indagine su Angelo Siino, il gestore degli affari economici di Cosa Nostra.

## Riconoscimenti
Nel 2005 è stato insignito del titolo di Presidente onorario di Confindustria Sicilia. Era soprannominato "nuvola rossa".
Per la sua opera in favore dello sviluppo industriale in Sicilia nel 2010, all'età di 94 anni, fu nominato dal presidente della Regione Siciliana Raffaele Lombardo "consulente per lo sviluppo economico e le politiche industriali".
Protagonista della storia di Confindustria, per Luca Cordero di Montezemolo "…La Cavera rappresenta la voglia di riscatto di un popolo, troppo spesso costretto all'emigrazione, per aver dato una spinta coraggiosa al miglioramento delle condizioni economiche e sociali della Sicilia."

## Media

### L'opera teatrale
Nel novembre 2007 il regista Francesco Saponaro ha messo in scena uno spettacolo dal titolo Il petrolio (che debutta all'interno dei locali del Polo petrolchimico di Gela) ambientato fra la fine degli anni cinquanta e sessanta su alcuni protagonisti dell'imprenditoria di quel periodo come Adriano Olivetti, Enrico Mattei e lo stesso La Cavera. La messinscena è stata realizzata in collaborazione con l'Archivio storico dell'Eni per l'allestimento e la ricostruzione del contesto ambientale dell'epoca.